# Hippoliet Van Peene

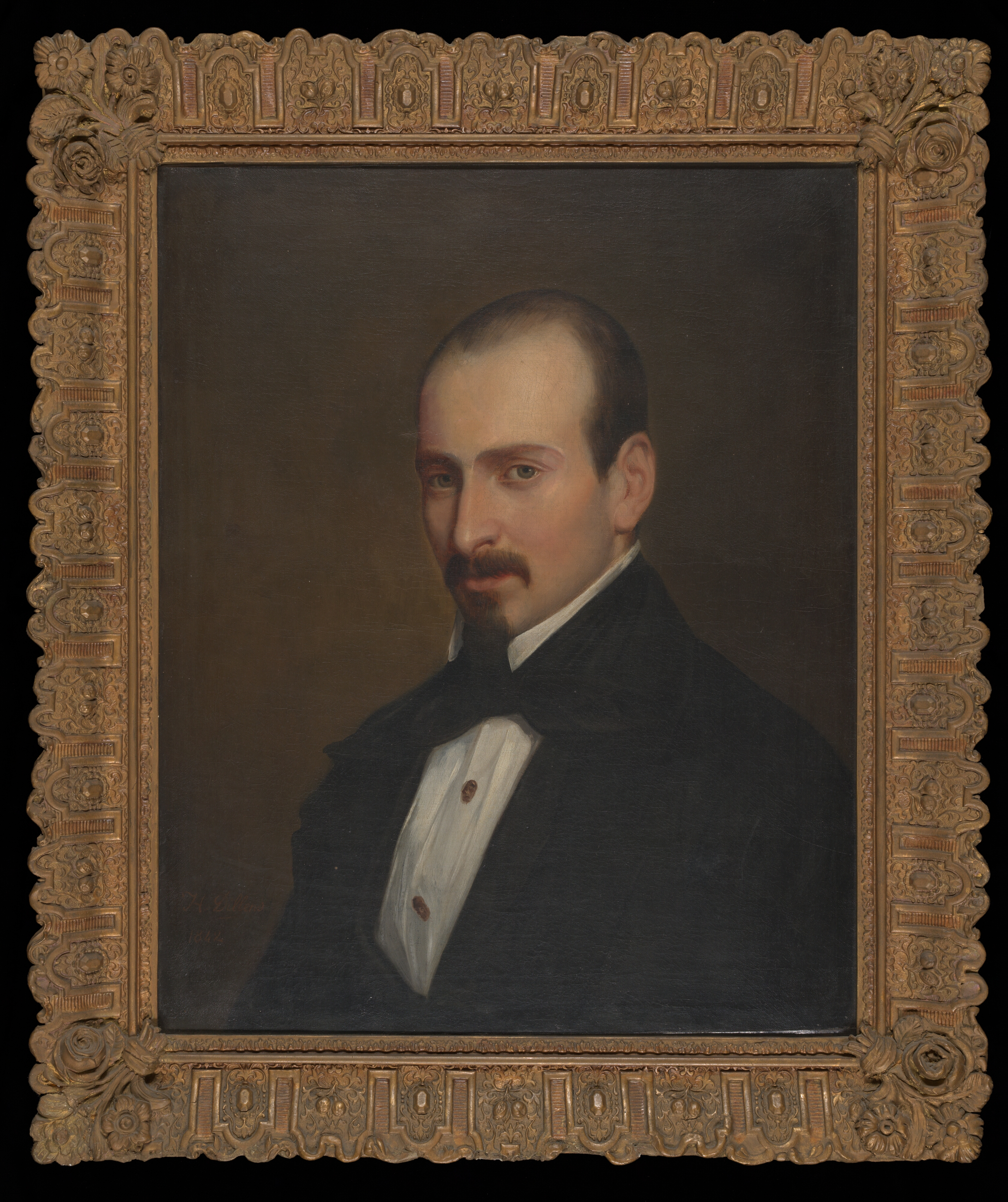
Hippoliet Van Peene

Hippoliet Jan Van Peene (* 1. Januar 1811 in Kaprijke, Ostflandern; † 19. Februar 1864 in Gent) war ein flämischer Arzt und Dramatiker.

## Leben und Werk
Hippoliet Jan Van Peene studierte in Löwen Medizin und ließ sich 1837 als Arzt in Gent nieder. Schon als Student schrieb er für die dramatische Gesellschaft Broedermin en Taalyver, die er gestiftet hatte, das französische Vaudeville La vieillesse de Stanislas,  das 1835 aufgeführt wurde. Seine erste flämische Originalarbeit, Keizer Karel en de Berchemsche boer, die zugleich das erste flämische Vaudeville darstellte, das seit 1830 geschrieben worden war, hatte 1841 bei der Aufführung in Gent einen ungewöhnlichen Erfolg. Seitdem schuf der Dichter unermüdlich dramatische Stücke jeder Art für das flämische Theater, von denen viele bei Gelegenheit von Preiskämpfen gekrönt wurden, wie z. B. die Oper Brigitta (1847), das Vaudeville Een domme vent (1848), das Drama Jan de Vierde (1848) u. a., und die meistens zum stehenden Repertoire des flämischen Theaters gehörten. Peene verfasste auch 1847 den Text der flämischen Nationalhymne De Vlaamse Leeuw, zu der Karel Miry die Musik schrieb. Eine vollständige Ausgabe seiner Werke erschien in Gent (38 Bde., 1880–82).

## Werke
- La vieillesse de Stanislas, 1835
- Keizer Karel en de Berchemsche boer, Komödie, Gent 1841
- Jacob van Artevelde, Historiendrama, Gent 1841
- Thijl Uilenspiegel, Gent 1842
- Clotilde, Gent 1843
- Siska van Roosemael, Gent 1845
- Een man te trouwen, 1845
- Brigitta, 1847
- Een domme vent, Gent 1848
- Jan de Vierde, Historiendrama, Gent 1848
- Willem van Dampierre, Historiendrama, Gent 1850
- Katarina, Gent 1851
- Fortunatus’ Beurze, Gent 1851
- De slotenmaker van Wyninghem, 1852
- Twee hanen en een henne, Gent 1854
- Baas Kimpe, Gent 1855
- Het portret, Antwerpen 1855
- Vader Cats, Gent 1855
- Jellen en Mietje, 1858
- De viool van den Duivel, Gent 1860
- De Duivel op’t dorp, Gent 1861
- Vondel, Gent 1861